# Prostitución en Indonesia

Prostitución en Asia. En gris aparece Indonesia, único caso en el continente reflejado en el que las leyes y legalidad de la prostitución varía según las leyes locales.

La prostitución en Indonesia está considerada legalmente un «delito contra la decencia/moralidad», aunque está ampliamente practicada, tolerada e incluso regulada en algunas zonas. Algunas mujeres están motivadas económicamente para prostituirse, mientras que otras pueden ser obligadas por amigos, familiares o desconocidos. Tradicionalmente, se han reunido con clientes en locales de ocio o complejos especiales de prostitución, o lokalisasi (local). Sin embargo, recientemente se han utilizado foros de Internet y Facebook para facilitar las relaciones entre prostitutas y clientes. En los últimos años, el turismo sexual infantil se ha convertido en un problema en las islas turísticas de Batam y Bali.
El turismo sexual femenino también surgió a finales del siglo XX en Bali, donde jóvenes trabajadores del sexo balineses se reúnen con mujeres japonesas, europeas y australianas. ONUSIDA calculó que había más de 226 000 prostitutas en el país.

## Causas
En Indonesia, una de las principales razones para que una prostituta entre en el negocio es el atractivo de ganar dinero rápidamente. El diario The Jakarta Post informó de que las prostitutas de alto nivel en Yakarta podían ganar entre 15 y 30 millones de rupias indonesias (al cambio, entre 884 y 1 769 euros, o entre 918 y 1 837 dólares) al mes, pudiendo cobrar más de 3 millones de rupias (al cambio, o 177 euros o 184 dólares) por sesión por sus servicios. Las que se prostituyen por dinero proceden tanto de familias de clase media como de familias pobres.
Otra causa importante es la prostitución forzada. A las jóvenes se les ofrecen oportunidades de empleo en las grandes ciudades, luego son violadas y obligadas a prostituirse mientras pagan dinero a sus proxenetas. También pueden ser vendidas por sus padres. Según la Organización Internacional del Trabajo (OIT), aproximadamente el 70 % de las niñas prostitutas indonesias son introducidas en el oficio por sus familiares o amigos.

## Formas
La prostitución adopta muchas formas y es practicada por personas de sexo, género, orientación y edad muy diferentes. Bali, por ejemplo, es conocida por sus «Kuta Cowboys», trabajadores del sexo masculinos que solicitan turistas extranjeros.
La prostitución abarca diversas orientaciones sexuales. La más común es la prostitución femenina heterosexual, aunque también existe en menor medida la prostitución travesti y homosexual masculina. La prostitución infantil también existe en algunas islas turísticas, como Batam y Bali. Se calcula que entre 40 000 y 70 000 niños indonesios ejercen la prostitución en el país.
Las prostitutas trabajan a veces en burdeles, algunos con más de 200 prostitutas. El último gran barrio rojo con numerosos burdeles fue Gang Dolly, en Surabaya, uno de los mayores del Sudeste Asiático, que cerró en 2014. Las prostitutas pueden encontrarse en discotecas, salones de masaje y salas de karaoke, y también son visibles en algunas calles. También se pueden reservar por teléfono.
La prostitución en línea también es habitual. En los foros de Internet, se ofrecen prostitutas y pornografía a los miembros registrados de buena reputación, medida por su actividad en el foro. Un miembro veterano del foro publica un «informe gratuito» que ofrece una descripción de la experiencia del miembro con una prostituta; la información de contacto se facilita previa solicitud por mensaje privado. También se han denunciado redes de prostitución en Facebook.

## Situación legal
La prostitución no se aborda específicamente en la ley. Sin embargo, muchos funcionarios interpretan que los «delitos contra la decencia/moralidad» se aplican a la prostitución. Está muy extendida y se tolera en gran medida, a pesar de su contradicción con las normas sociales y religiosas populares. La prostitución se manifiesta de forma más visible en los complejos de burdeles de Indonesia, o lokalisasi, que se encuentran por todo el país. Estos burdeles se gestionan conforme a las normativas de los gobiernos locales. Durante o después de las redadas de la policía, las prostitutas pueden pagar y quedar en libertad; esto ha llevado a calificar las redadas policiales como «nada más que una fuente de ingresos para los agentes del orden público».
La Comisión para la Protección de la Infancia de Indonesia (KPAI) calcula que el 30 % de las prostitutas del país son menores de 18 años. La OIT cifra en 5 000 el número total de niños prostituidos en Yakarta; según el gobierno de la ciudad, se concentran en Prumpung (Yakarta Norte), Grogol (Yakarta Oeste), Tanah Abang (Yakarta Centro), Blok M (Yakarta Sur), así como Jatinegara y Ciracas (ambas en Yakarta Este). Existe turismo sexual infantil, especialmente en las islas turísticas de Bali y Batam.

## Historia
Uno de los primeros informes sobre la prostitución en la antigua Indonesia procede de una fuente china. Los registros históricos Ch'iu-T'ang shu y Hsin T'ang shu de la dinastía Tang, que se originaron alrededor del año 640 de la era cristiana, informaban de que en el país de Ho-ling, en Java, había una serie de «mujeres venenosas». Los que mantenían relaciones sexuales con estas rameras sufrían heridas purulentas y morían después. Se trata de la primera noticia sobre la prostitución y su relación con las enfermedades de transmisión sexual en la antigua Java.
Poco se sabe de la prostitución en la Indonesia precolonial, aunque se cree que hubo compra de esclavas sexuales y relaciones sexuales «casi contractuales». Tras la propagación del Islam en Indonesia, se cree que la prostitución aumentó debido a la desaprobación de las bodas contractuales por parte del Islam. Los reyes javaneses mantenían grandes establos de concubinas, mientras que las viudas balinesas sin apoyo familiar podían ser obligadas a prostituirse por su rey.
El Serat Centhini, un manuscrito javanés de principios del siglo XIX, se refiere al negocio de la prostitución en Java Central y Yogyakarta. El manuscrito describe diversas posturas y técnicas sexuales dominadas por las prostitutas de Java para satisfacer a sus clientes. También afirma que hubo un próspero burdel cerca de la tumba real de Imogiri.
A principios del periodo colonial neerlandés, los hombres europeos que deseaban gratificación sexual empezaron a contratar prostitutas o concubinas nativas, lo que era aceptado por las mujeres locales, motivadas económicamente, así como por algunas familias, que ofrecían voluntariamente a sus hijas. Como el matrimonio interracial estaba desalentado o directamente prohibido, los dirigentes neerlandeses aceptaron este arreglo.
La prostitución generalizada comenzó a principios del siglo XIX, cuando disminuyó el número de concubinas de los soldados de las Indias Orientales Neerlandesas y de los funcionarios del gobierno; los hombres nativos que abandonaban a sus esposas para buscar trabajo en otras zonas también contribuyeron a su aumento. En 1852, el gobierno colonial comenzó a exigir controles sanitarios periódicos a las prostitutas para comprobar si padecían sífilis y otras enfermedades venéreas; las prostitutas también tenían que llevar tarjetas de identificación. Estas medidas no frenaron el crecimiento de la prostitución, que aumentó drásticamente durante un periodo de grandes construcciones a finales del siglo XIX.
La ley de 1852 fue posteriormente sustituida por otra ley de moralidad pública más estricta en 1913, que penalizaba «provocar intencionadamente la fornicación de otros con un tercero y hacer de ello su profesión», o proxenetismo; no se mencionaba a las prostitutas. La aplicación de estas leyes resultó casi imposible, y durante un tiempo la investigación de los burdeles requería un permiso del gobernador.
Durante la ocupación japonesa de las Indias Orientales Neerlandesas, las prostitutas existentes fueron seleccionadas para servir al ejército japonés en burdeles especiales. Otras mujeres y niñas, tanto nativas como neerlandesas, fueron obligadas a convertirse en «mujeres de solaz». Tras la Segunda Guerra Mundial, la emigración de las mujeres de las aldeas remotas a las ciudades, unida a una elevada tasa de divorcios, provocó otro aumento de la prostitución.

## Respuesta
La respuesta del gobierno a la prostitución en Indonesia ha sido variada. Una respuesta común es intentar prohibirla y cerrar los burdeles. Otra respuesta propuesta es gravar con impuestos los honorarios de las prostitutas; estas propuestas han suscitado controversia, ya que los ingresos se consideran haram o prohibido.

## Efectos
Se ha culpado a la prostitución del aumento de las tasas de VIH/sida en varias partes de Indonesia, como Java Central y Bali. Se ha culpado a la falta de control sanitario en los burdeles y a la falta de uso del preservativo; en 2010, la comisión del sida de Bali informó de que sólo el 40 % de los clientes utilizaban protección.
Las propias prostitutas pueden ser víctimas de problemas psicosociales, como el trastorno de personalidad múltiple. Cuando atienden a los clientes o tratan con sus proxenetas, pueden sufrir abusos físicos y mentales. También corren el riesgo de contraer el VIH/sida.

## Tráfico sexual
Indonesia es un importante país de origen y, en mucha menor medida, de destino y tránsito de mujeres y niños víctimas del tráfico sexual. Cada una de sus 34 provincias es origen y destino del tráfico. Mujeres y niñas indonesias son objeto de tráfico sexual, principalmente en Malasia, Taiwán y Oriente Medio. Muchas mujeres y menores son explotadas en el tráfico sexual. Las víctimas suelen ser reclutadas con ofertas de trabajo en restaurantes, fábricas o servicio doméstico, pero son sometidas al tráfico sexual. La servidumbre por deudas es especialmente frecuente entre las víctimas del tráfico sexual. Mujeres y niñas son víctimas del tráfico sexual cerca de las explotaciones mineras de las provincias de Molucas, Papúa y Jambi. El turismo sexual infantil es frecuente en las islas Riau, fronterizas con Singapur, y Bali es un destino para los indonesios que viajan para practicar este tipo de turismo.
La coordinación ineficaz entre agencias y la falta de una base de datos centralizada han llevado a obstaculizar los esfuerzos de las fuerzas del orden para combatir la trata de personas y la recopilación de datos integrales; por lo tanto, los datos reportados estaban incompletos y probablemente duplicados. El gobierno informó haber investigado 1 061 casos de trata (370 de trata sexual, 603 de trata laboral y 88 que involucraban formas no especificadas de trata) en 2023, en comparación con la investigación de 133 casos de trata en 2022. Las autoridades procesaron a un número desconocido de presuntos traficantes en 706 casos bajo la ley de 2007 en 2023, en comparación con el procesamiento de un número desconocido de traficantes en 223 casos en 2022.
Los tribunales condenaron a un número desconocido de traficantes en 435 casos en 2023, en comparación con la condena de 217 traficantes en 2022. Los datos de las fuerzas del orden reportados por el gobierno (investigaciones, procesamientos y condenas) eran potencialmente duplicados y podrían haber incluido casos de años anteriores. Según se informa, los fiscales tenían más probabilidades de presentar cargos por delitos de trata en virtud de la ley de trabajadores migrantes de 2017 porque tenía un umbral probatorio más bajo. El gobierno informó que estaba investigando al menos a un presunto traficante por su explotación de 17 pescadores indonesios en la trata laboral.
Indonesia aumentó sus esfuerzos para identificar y proteger a las víctimas. El gobierno carecía de un sistema integral para recopilar datos de identificación de las víctimas; por lo tanto, los datos notificados eran incompletos y probablemente duplicados. La Agencia de Protección de Víctimas y Testigos (LPSK) recibió referencias para 508 víctimas y testigos de trata en 2023; brindó atención, incluidos servicios de refugio, a estas y otras víctimas y testigos de trata identificados durante el período del informe anterior, en comparación con la asistencia a 262 víctimas y testigos en 2022. De las 508 víctimas y testigos de trata, el gobierno informó haber identificado y apoyado solo a dos víctimas de trata laboral de la industria pesquera, a pesar de los informes generalizados de explotación entre los pescadores.
Para 2024, la Oficina de Vigilancia y Lucha contra la Trata de Personas del Departamento de Estado de los Estados Unidos mantenía calificando a Indonesia como país de «nivel 2».